# Herbertia
Herbertia Sweet – rodzaj roślin należący do rodziny kosaćcowatych (Iridaceae), obejmujący 10 gatunków występujących w Ameryce Południowej, zasięg występowania jednego gatunku H. lahue obejmuje dodatkowo Luizjanę i Teksas w Stanach Zjednoczonych. Gatunek ten został też introdukowany na Florydę oraz do Nowej Południowej Walii w Australii.

## Morfologia

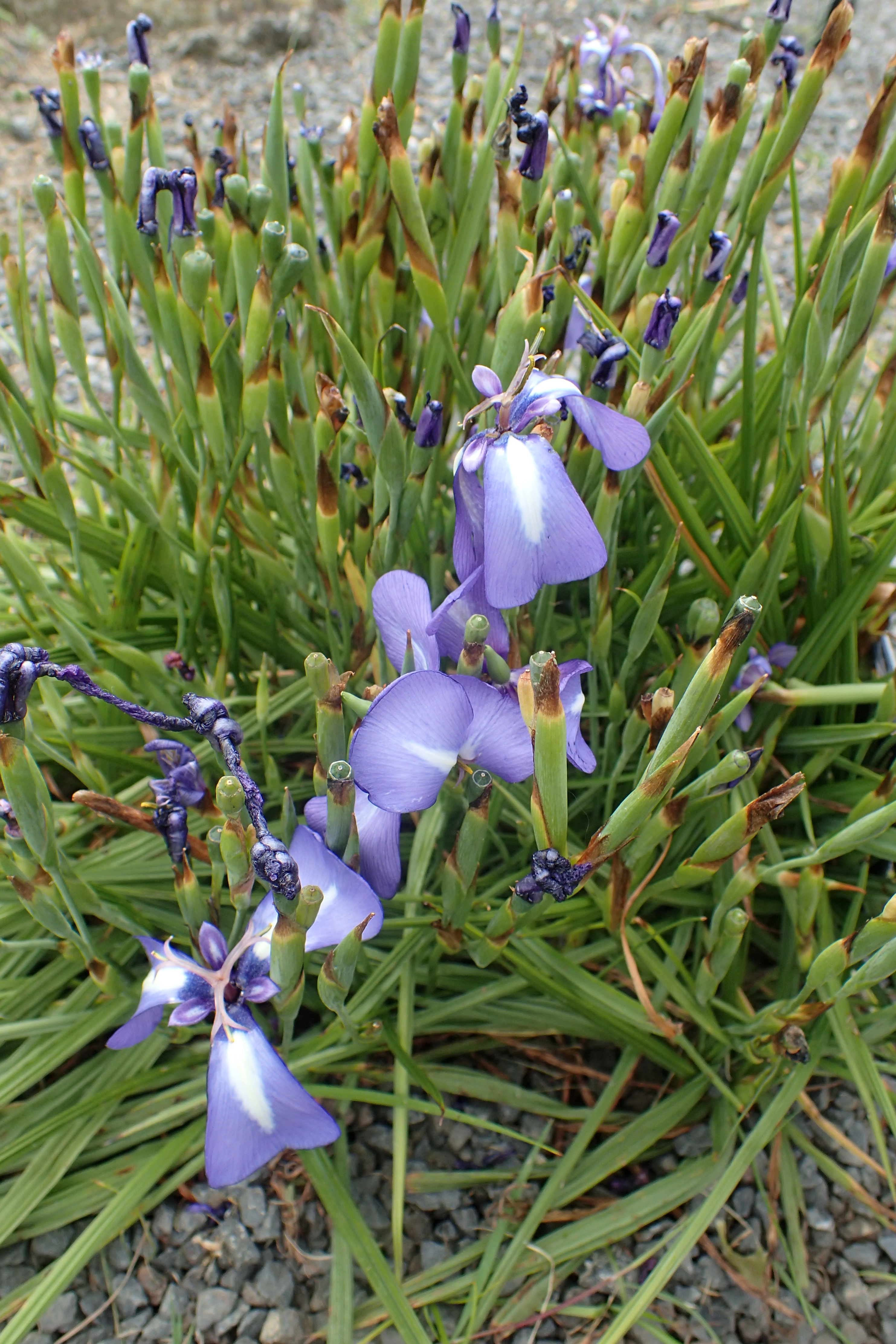
H. pulchella

PokrójMałe wieloletnie rośliny zielne, geofity cebulowe, przechodzące fazę spoczynku. Kwiaty rozkwitają o poranku i zamykają się po południu.
PędyPodziemna cebula pokryta ciemnobrązową, papierzastą tuniką. Pęd kwiatostanowy prosty lub z kilkoma rozgałęzieniami.
LiścieKilka, mieczowatych do równowąskich, z równoległymi fałdami.
KwiatyZebrane po kilka w dwurzędkę wspartą zielonymi podsadkami, z których wewnętrzna jest dłuższa od zewnętrznej, o brązowych, ostrych wierzchołkach, zwykle usychającymi. Kwiaty krótkotrwałe, wzniesione, promieniste, bezzapachowe. Okwiat w odcieniach niebieskiego do fioletowego, z kontrastującymi ciemnymi lub białymi zabarwieniami u nasady. Listki okwiatu wolne, rozpostarte od nasady, trzy położone w zewnętrznym okółku większe od trzech położonych w okółku wewnętrznym, które są bardzo małe i mają u nasady elajofory (gruczoły wydzielające tłuszcz). Nitki pręcików zrośnięte, często w butelkowatą strukturę, główki rozbieżne, ściśle przylegające do przeciwległych łatek szyjki słupka, ale dłuższe od nich. Szyjka słupka rozwidlona na spłaszczone, wierzchołkowo rosochate łatki.
OwoceOdwrotniejajowate do cylindrycznych, ścięte torebki zawierające kanciaste nasiona.

## Systematyka

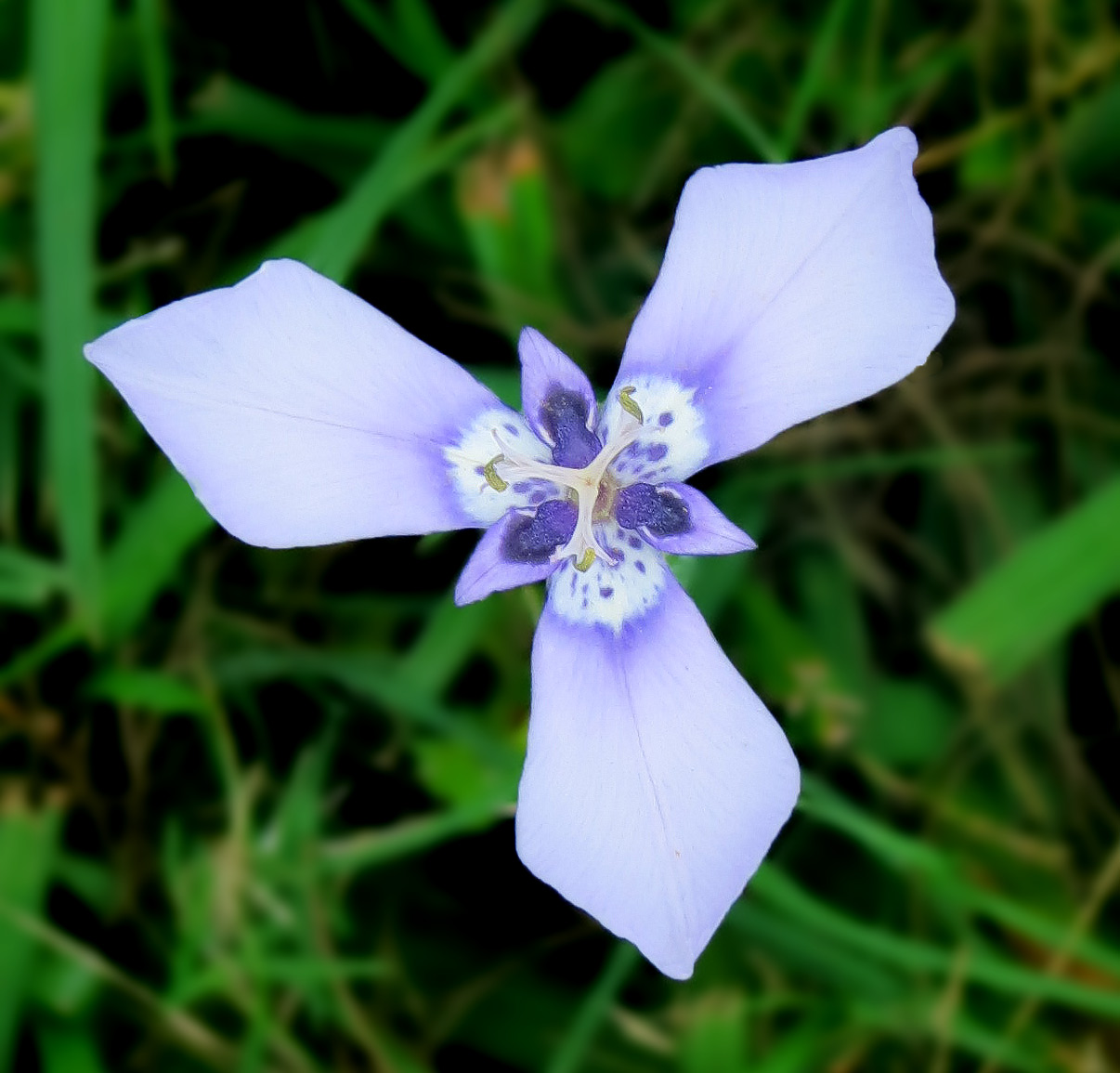
Kwiat H. lahue

Rodzaj z plemienia Tigridieae, z podrodziny Iridoideae z rodziny kosaćcowatych (Iridaceae).
Wykaz gatunków
- Herbertia amabilis Deble & F.S.Alves
- Herbertia amatorum C.H.Wright
- Herbertia darwinii Roitman & J.A.Castillo
- Herbertia furcata (Klatt) Ravenna
- Herbertia hauthalii (Kuntze) K.Schum.
- Herbertia lahue (Molina) Goldblatt
- Herbertia pulchella Sweet
- Herbertia quareimana Ravenna
- Herbertia tigridioides (Hicken) Goldblatt
- Herbertia zebrina Deble

## Nazewnictwo
Etymologia nazwy naukowejNazwa naukowa rodzaju została nadana na cześć Williama Herberta, brytyjskiego botanika i badacza geofitów cebulowych.
Synonimy taksonomiczne
- Sympa Ravenna
- Trifurcia Herb.

## Zastosowanie
Niektóre gatunki są uprawiane jako rośliny ozdobne.